# Eine amerikanische Familie
Eine amerikanische Familie (englischer Originaltitel: Family) ist eine von 1976 bis 1980 gedrehte US-amerikanische Fernsehserie, die von 1979 bis 1981 auch im deutschen Fernsehen ausgestrahlt wurde.

## Handlung
Die Familie Lawrence aus Pasadena (Kalifornien) ist eine typische amerikanische Mittelstandsfamilie der 1970er Jahre. Vater Doug, um die 50, arbeitet als Rechtsanwalt, Mutter Kate ist Hausfrau, die in jungen Jahren Musik studiert und das Studium wegen der Kinder abgebrochen hat. Die älteste Tochter Nancy lässt sich nach kurzer Ehe von ihrem untreuen Mann Jeff Maitland scheiden und zieht mit Sohn Timmy wieder bei den Eltern ein. Später beginnt sie erneut eine Beziehung mit Jeff und wird nochmals von ihm schwanger, entscheidet sich aber, ihn nicht ein zweites Mal zu heiraten. Ihr jüngerer Bruder Willie, an der Schwelle zum Erwachsenwerden, möchte unbedingt Schriftsteller werden und hat ständig Probleme mit diversen Freundinnen. Nesthäkchen Letitia, genannt „Buddy“, wird von der Serie durch die Pubertät begleitet, von Schulproblemen bis zu den ersten Liebesfreuden und -leiden. Als die Lawrences ihr Patenkind, das elfjährige Waisenmädchen Annie bei sich aufnehmen, kommen neue Herausforderungen auf die Familie zu. Die Serie beschreibt das Auf und Ab von Kummer, Konflikten und glücklichen Momenten im Leben einer Durchschnittsfamilie.

## Hintergrund
Die Produzenten, darunter Aaron Spelling, Mike Nichols, Edward Zwick und Leonard Goldberg, fanden mehrere Jahre lang keinen Fernsehsender, der ihr Serien-Projekt umsetzen wollte; die Handlung wurde als zu realitätsnah und zu „harmlos“ kritisiert. Schließlich war die American Broadcasting Company (ABC) bereit, die Serie zu realisieren.
Family war ursprünglich nur als fünfteilige Miniserie geplant, die von der ABC vom 9. März bis zum 13. April 1976 ausgestrahlt wurde. Im Sommer 1976 begann man mit der Produktion weiterer Folgen. Insgesamt gab es noch vier weitere Staffeln, die 1976/77, 1977/78, 1978/79 und 1979/80 jeweils von Herbst bis Frühjahr gesendet wurden. Die letzte und insgesamt 86. Folge wurde am 25. Juni 1980 ausgestrahlt.

## Darsteller
Mit James Broderick (Vater von Matthew Broderick), Sada Thompson und Meredith Baxter wurden Schauspieler engagiert, die in den USA bereits anerkannt und renommiert waren. Durch die erfolgreiche Ausstrahlung der Serie in Deutschland, begleitet von regelmäßiger Berichterstattung in der Jugendzeitschrift Bravo, wurden sie auch hier populär. Gary Frank und Kristy McNichol schafften mit Eine amerikanische Familie den Durchbruch als bekannte Schauspieler. Gary Frank und Carroll Newman, eine der Produzentinnen, heirateten im August 1976. John Rubinstein (* 1946), Sohn von Arthur Rubinstein, zeichnete nicht nur für die Musik verantwortlich, sondern spielte auch „Jeff Maitland“, den Ehemann von „Nancy Lawrence Maitland“. In der ursprünglichen fünfteiligen Miniserie war Elaine Heilveil als Darstellerin der „Nancy“ eingesetzt, Meredith Baxter ersetzte sie ab der zweiten Staffel. Charles Lane trat als Großvater „James Lawrence“ auf.

## Auszeichnungen
Jeweils einen Emmy erhielten Gary Frank (1977) und Sada Thompson (1978), Kristy McNichol wurde sogar mit zwei Emmys (1977 und 1979) ausgezeichnet. Quinn Cummings erhielt 1981 den Young Artist Award als beste jugendliche Hauptdarstellerin in einer Fernsehserie des Jahres 1980, nachdem sowohl sie als auch Kristy McNichol bei der ersten Vergabe dieses Preises im Jahr zuvor nominiert waren. Mehrere andere amerikanische Fernsehpreise gingen an die Serie, Nominierungen gab es für insgesamt sieben Golden Globe Awards sowie für weitere Emmys.

## Deutsche Fassung
Von den ursprünglich 86 Serienfolgen wurden von Oktober 1978 bis Mai 1981 nur 49 in den damals noch regional aufgesplitterten Vorabendprogrammen des Ersten Programms der ARD ausgestrahlt. Wiederholungen gab es 1983 (35 Folgen) bei Südwest 3 (heute SWR Fernsehen) und 1993–94 (49 Folgen) bei TV.München.

## Rechtsstreit
Eine amerikanische Familie war Gegenstand eines der langwierigsten Rechtsstreite der Fernsehgeschichte. 1977 verklagte die Drehbuchautorin Jeri Emmet Laird den Produzenten Aaron Spelling mit der Behauptung, er habe den Inhalt der ersten Folge rechtswidrig einem von ihr verfassten Drehbuch entnommen, das sie ihm zugesandt habe. Die Klage wurde aufgrund von Formfehlern jedoch nicht zugelassen. Nach erfolglosen Rechtsbeschwerden gegen diese Nichtzulassung verklagte Laird ihre Rechtsanwälte auf Schadensersatz mit der Begründung, ohne deren Fehler hätte sie den Prozess gegen Spelling gewonnen. Ein Gericht verurteilte 1983 die Rechtsanwälte, 1.690.000 US-$ an Jeri Emmet Laird zu zahlen, ein Berufungsgericht erkannte ihr 1992 diesen Schadensersatz jedoch wieder ab.
1996 schrieb Aaron Spelling in seiner Autobiographie My Prime-Time Life, die Idee zur Serie sei ihm gekommen, als er zusammen mit Leonard Goldberg in seiner Küche gesessen habe. Dann habe er die Autorin Jay Presson Allen (1922–2006) beauftragt, das Drehbuch der ersten Folge zu schreiben. Daraufhin verklagte Jeri Emmet Laird Spelling erneut wegen seiner Behauptung, dass nicht sie, sondern Jay Presson Allen die Autorin gewesen sei. 1997 wurde die Klage zunächst abgewiesen, doch die Berufungsinstanz ließ 1999 die Klage grundsätzlich zur Verhandlung zu, unter der Voraussetzung, dass eine geänderte Klageschrift eingehe, aus der die von Laird behaupteten Schäden genauer hervorgingen. Diese geänderte Klageschrift wurde im November 2001 erneut abgewiesen. Lairds Rechtsanwältin hat angekündigt, dagegen Beschwerde beim obersten Gerichtshof des Staates Kalifornien einzulegen. Ob weitere rechtliche Schritte erfolgt sind, ist bisher nicht öffentlich bekannt.

## Episodenliste

### Staffel 1
| Nr. (gesamt) | Nr. (Staffel) | Episodentitel    | Originaltitel              | Erstausstrahlung (Deutschland) | Erstausstrahlung (USA) |
| ------------ | ------------- | ---------------- | -------------------------- | ------------------------------ | ---------------------- |
| 1            | 1             | Die besten Jahre | Pilot: The Best Years      | 10. Oktober 1978               | 9. März 1976           |
| 2            | 2             | Angst vor Montag | Monday Is Forever          | 17. Oktober 1978               | 16. März 1976          |
| 3            | 3             | -                | A Special Kind Of Loving   | -                              | 23. März 1976          |
| 4            | 4             | -                | A Right and Proper Goodbye | -                              | 30. März 1976          |
| 5            | 5             | -                | Thursday's Child           | -                              | 6. April 1976          |
| 6            | 6             | Bedenkzeit       | Point of Departure         | 24. Oktober 1978               | 13. April 1976         |

### Staffel 2
| Nr. (gesamt) | Nr. (Staffel) | Episodentitel        | Originaltitel                       | Erstausstrahlung (Deutschland) | Erstausstrahlung (USA) |
| ------------ | ------------- | -------------------- | ----------------------------------- | ------------------------------ | ---------------------- |
| 7            | 1             | -                    | Coming Apart                        | -                              | 6. Oktober 1976        |
| 8            | 2             | Entscheidungen       | Such Sweet Sorrow                   | 7. November 1978               | 19. Oktober 1976       |
| 9            | 3             | Der Wettbewerb       | Home Movies                         | 5. Dezember 1978               | 26. Oktober 1976       |
| 10           | 4             | Entwicklungen        | Coming of Age                       | 14. November 1978              | 9. November 1976       |
| 11           | 5             | Die Geschworene      | Jury Duty: Part 1                   | 21. November 1978              | 16. November 1976      |
| 12           | 6             | Folgen eines Urteils | Jury Duty: Part 2                   | 28. November 1978              | 23. November 1976      |
| 13           | 7             | Salinas Rückkehr     | The Cradle Will Fall                | 6. Februar 1979                | 30. November 1976      |
| 14           | 8             | Vaters Schwester     | Skeleton in the Closet              | 31. Oktober 1978               | 7. Dezember 1976       |
| 15           | 9             | -                    | On the First Day of Christmas       | -                              | 21. Dezember 1976      |
| 16           | 10            | -                    | Rites of Friendship                 | -                              | 28. Dezember 1976      |
| 17           | 11            | Was noch sein wird   | An Eye to the Future                | 12. Dezember 1978              | 4. Januar 1977         |
| 18           | 12            | Begegnungen          | Lovers and Strangers                | 19. Dezember 1978              | 11. Januar 1977        |
| 19           | 13            | Was einmal war       | Return Engagement                   | 9. Januar 1979                 | 18. Januar 1977        |
| 20           | 14            | -                    | Mirror, Mirror on the Wall...       | -                              | 1. Februar 1977        |
| 21           | 15            | -                    | Someone's Watching                  | -                              | 8. Februar 1977        |
| 22           | 16            | -                    | A Safe House                        | -                              | 15. Februar 1977       |
| 23           | 17            | Freundschaften       | Best Friends                        | 2. Januar 1979                 | 22. Februar 1977       |
| 24           | 18            | -                    | Taking Chances: Part 1              | -                              | 1. März 1977           |
| 25           | 19            | -                    | Taking Chances: Part 2              | -                              | 8. März 1977           |
| 26           | 20            | -                    | Coming and Goings                   | -                              | 22. März 1977          |
| 27           | 21            | -                    | ... More Things in Heaven and Earth | -                              | 29. März 1977          |
| 28           | 22            | Ehemänner            | An Endangered Species               | 16. Januar 1979                | 3. Mai 1977            |

### Staffel 3
| Nr. (gesamt) | Nr. (Staffel) | Episodentitel             | Originaltitel            | Erstausstrahlung (Deutschland) | Erstausstrahlung (USA) |
| ------------ | ------------- | ------------------------- | ------------------------ | ------------------------------ | ---------------------- |
| 29           | 1             | -                         | Acts of Love: Part 1     | -                              | 13. September 1977     |
| 30           | 2             | -                         | Acts of Love: Part 2     | -                              | 20. September 1977     |
| 31           | 3             | Kindheit ade              | The First Time           | 23. Januar 1979                | 27. September 1977     |
| 32           | 4             | Gemischte Gefühle         | Change of Heart          | 30. Januar 1979                | 4. Oktober 1977        |
| 33           | 5             | Annie Laurie              | Annie Laurie             | 6. Mai 1983                    | 25. Oktober 1977       |
| 34           | 6             | Bleiben Sie, Miss Jessup! | We Love You, Miss Jessup | 27. Mai 1983                   | 1. November 1977       |
| 35           | 7             | -                         | The Little Brother       | -                              | 8. November 1977       |
| 36           | 8             | Besuch aus Chicago        | Childhood's End          | 13. Februar 1979               | 15. November 1977      |
| 37           | 9             | Ein Fall für die Polizei  | A Tale out of Season     | 20. Mai 1983                   | 22. November 1977      |
| 38           | 10            | -                         | Labors of Love           | -                              | 29. November 1977      |
| 39           | 11            | -                         | A Child Is Given         | -                              | 13. Dezember 1977      |
| 40           | 12            | -                         | More Than Friends        | -                              | 3. Januar 1978         |
| 41           | 13            | -                         | Princess in the Tower    | -                              | 10. Januar 1978        |
| 42           | 14            | -                         | Echoes of Love           | -                              | 17. Januar 1978        |
| 43           | 15            | -                         | See Saw                  | -                              | 24. Januar 1978        |
| 44           | 16            | In letzter Minute         | Lifeline                 | 6. Januar 1994                 | 31. Januar 1978        |
| 45           | 17            | Ein neuer Anfang          | ... And Baby Makes Three | 27. Januar 1994                | 7. Februar 1978        |
| 46           | 18            | Willies Geburtstag        | Crossing Over            | 3. Juni 1983                   | 14. Februar 1978       |
| 47           | 19            | -                         | The Covenant             | -                              | 21. Februar 1978       |
| 48           | 20            | Ein Freund der Familie    | A Friend of the Family's | 23. Dezember 1993              | 28. Februar 1978       |
| 49           | 21            | Der Alptraum              | Fear of Shadows          | 13. Januar 1994                | 2. Mai 1978            |
| 50           | 22            | -                         | Sleeping Gypsy           | -                              | 9. Mai 1978            |
| 51           | 23            | -                         | Counterpoint             | -                              | 16. Mai 1978           |

### Staffel 4
| Nr. (gesamt) | Nr. (Staffel) | Episodentitel          | Originaltitel            | Erstausstrahlung (Deutschland) | Erstausstrahlung (USA) |
| ------------ | ------------- | ---------------------- | ------------------------ | ------------------------------ | ---------------------- |
| 52           | 1             | Das Familienfoto       | Starting Over            | 17. Juni 1983                  | 21. September 1978     |
| 53           | 2             | Blondinen bevorzugt    | All for Love             | 24. Juni 1983                  | 28. September 1978     |
| 54           | 3             | Der zweite Versuch     | Changes                  | 17. Februar 1994               | 12. Oktober 1978       |
| 55           | 4             | -                      | Magic                    | -                              | 19. Oktober 1978       |
| 56           | 5             | -                      | Just Friends             | -                              | 9. November 1978       |
| 57           | 6             | Die Farm in den Bergen | Generations              | 19. August 1983                | 23. November 1978      |
| 58           | 7             | Falsche Erwartungen    | Expectations             | 1. Juli 1983                   | 7. Dezember 1978       |
| 59           | 8             | -                      | Gifts                    | -                              | 21. Dezember 1978      |
| 60           | 9             | Die Sache mit Marilyn  | The Friend's Affair      | 15. Juli 1983                  | 4. Januar 1979         |
| 61           | 10            | Kates Freundin         | Exits and Entrances      | 12. August 1983                | 11. Januar 1979        |
| 62           | 11            | -                      | Moment of Truth          | -                              | 18. Januar 1979        |
| 63           | 12            | Der Verdacht           | Malicious Mischief       | 9. September 1983              | 25. Januar 1979        |
| 64           | 13            | Harpo                  | Sleeping Over            | 22. Juli 1983                  | 1. Februar 1979        |
| 65           | 14            | Disco-Queen            | Disco Queen              | 2. September 1983              | 8. Februar 1979        |
| 66           | 15            | Jake McAllister        | The Athlete              | 16. September 1983             | 1. März 1989           |
| 67           | 16            | -                      | The Competition          | -                              | 8. März 1979           |
| 68           | 17            | -                      | Ballerina                | -                              | 15. März 1979          |
| 69           | 18            | Nancys Examen          | Diversions               | 26. August 1983                | 22. März 1979          |
| 70           | 19            | -                      | An Apple for the Teacher | -                              | 30. März 1979          |
| 71           | 20            | Der Wettkampf          | Prelude                  | 29. Juli 1983                  | 20. April 1979         |
| 72           | 21            | -                      | Going Straight           | -                              | 10. Mai 1979           |
| 73           | 22            | -                      | From Russia with Love    | -                              | 17. Mai 1979           |

### Staffel 5
| Nr. (gesamt) | Nr. (Staffel) | Episodentitel        | Originaltitel         | Erstausstrahlung (Deutschland) | Erstausstrahlung (USA) |
| ------------ | ------------- | -------------------- | --------------------- | ------------------------------ | ---------------------- |
| 74           | 1             | Dads Vater           | Thanksgiving          | 21. Oktober 1983               | 20. November 1979      |
| 75           | 2             | In diesen Tagen      | 'Tis the Season       | 14. April 1994                 | 24. Dezember 1979      |
| 76           | 3             | Jack, der Eroberer   | Jack of Hearts        | 23. September 1983             | 14. Januar 1980        |
| 77           | 4             | Vor der Entscheidung | When the Bough Breaks | 8. Mai 1994                    | 21. Januar 1980        |
| 78           | 5             | Harte Tage           | Hard Times            | 4. November 1983               | 28. Januar 1980        |
| 79           | 6             | Gerüchte             | Whispers              | 24. April 1994                 | 4. Februar 1980        |
| 80           | 7             | -                    | Play on Love          | -                              | 3. März 1980           |
| 81           | 8             | -                    | Daylight Serenade     | -                              | 10. März 1980          |
| 82           | 9             | Kredit für Jeff      | Such a Fine Line      | 12. Juni 1994                  | 17. März 1980          |
| 83           | 10            | -                    | The Ties That Bind    | -                              | 4. Juni 1980           |
| 84           | 11            | Wie in alten Zeiten  | Just Like Old Times   | 14. Oktober 1983               | 11. Juni 1980          |
| 85           | 12            | Annie ist die Beste  | Smarts                | 7. Oktober 1983                | 18. Juni 1980          |
| 86           | 13            | Erwachsen werden     | Letting Go            | 11. November 1983              | 25. Juni 1980          |